# 남태평양 환류

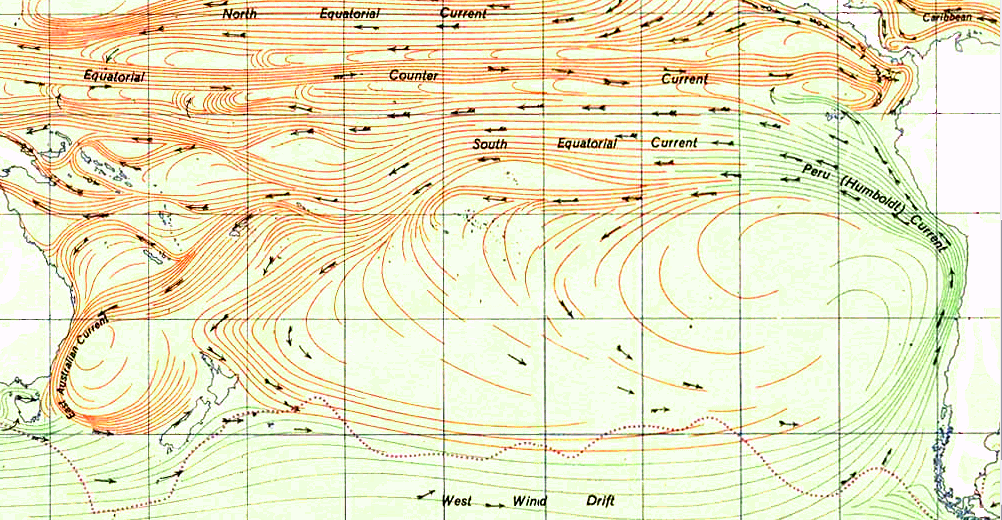

남태평양 환류(South Pacific Gyre)는 지구 회전 해류 시스템의 일부로, 북쪽은 적도, 서쪽은 오스트레일리아, 남쪽은 남극순환류, 동쪽은 남아메리카를 경계로 한다. 남태평양 환류의 중심은 접근하기 어려운 해양 극으로, 모든 대륙과 생산적인 해양 지역에서 지구상에서 가장 멀리 떨어져 있으며 지구 최대의 해양 사막으로 간주된다. 3,700만 평방킬로미터의 면적으로 지구 해양 표면의 약 10%를 차지한다. 지구의 다른 4개 환류와 마찬가지로 이 환류에는 원양 플라스틱, 화학 슬러지 및 남태평양 쓰레기 지대라고 알려진 기타 잔해의 농도가 높은 지역이 포함되어 있다.